# Veturius cephalotes
Veturius cephalotes là một loài bọ cánh cứng trong họ Passalidae. Loài này được Le Peletier & Serville miêu tả khoa học năm 1825.